# Julian Hessenthaler

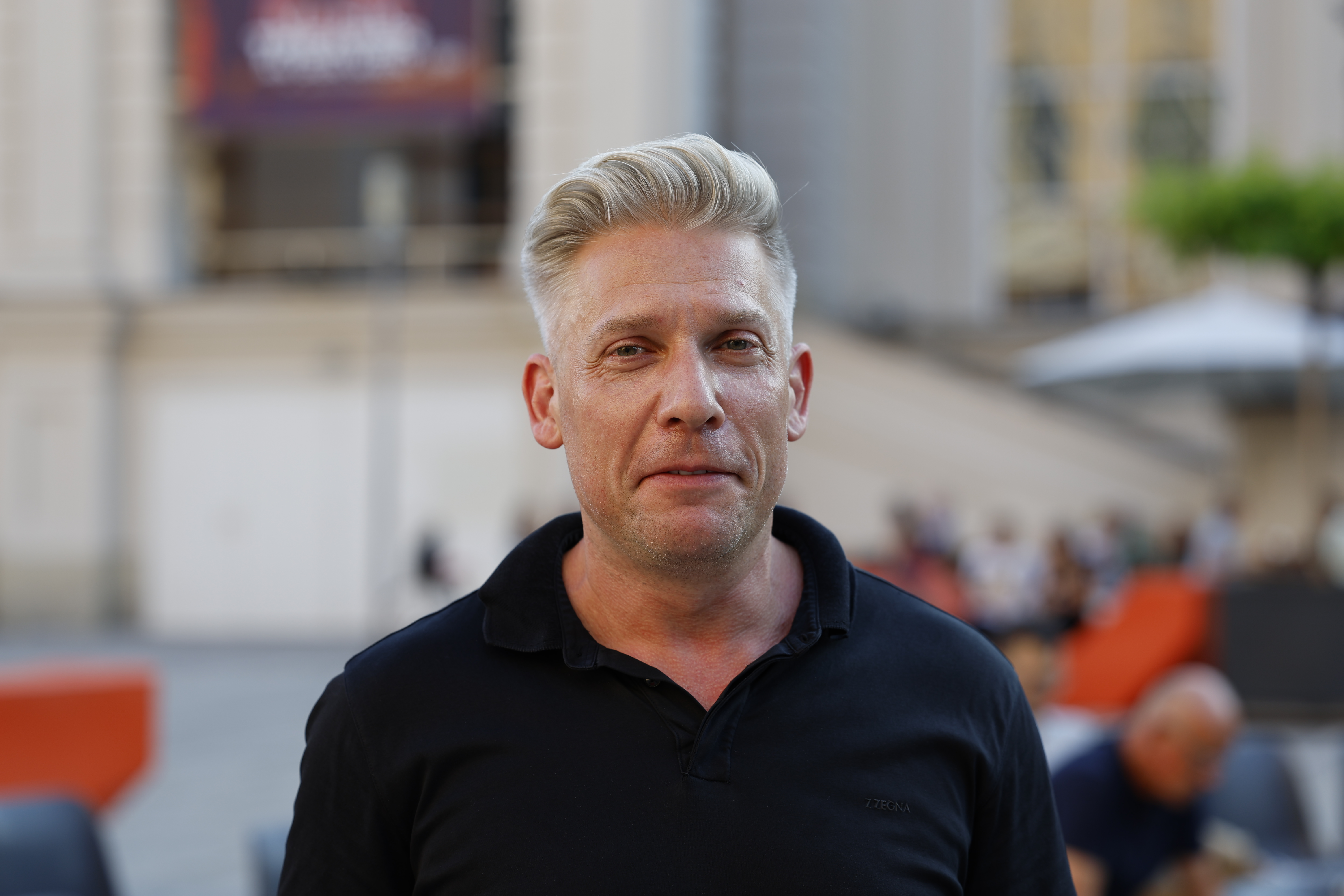
Julian Hessenthaler (2023)

Julian Hessenthaler (* 15. November 1980 in Wien) ist ein österreichischer Sicherheitsberater, der durch die Organisation des Videos bekannt wurde, das die Ibiza-Affäre auslöste. Die Affäre führte im Mai 2019 zum Bruch der österreichischen Bundesregierung.

## Leben
Hessenthaler besuchte ein Gymnasium bis zur letzten Klassenstufe, legte jedoch die Matura nicht ab. Anschließend nahm er Gelegenheitsjobs in der Gastronomie wahr. Später war er als Sicherheitsberater tätig. 2015 gründete er die Sicherheitsberatungsfirma KONSIC GmbH in München, die im Jahr 2022 wegen Vermögenslosigkeit aus dem Handelsregister gelöscht wurde. Seit 2023 ist er für eine Immobilientreuhänderin tätig. Im September 2023 wurde bekannt, dass über das Vermögen Julian Hessenthaler ein Schuldenregulierungsverfahren verhängt wurde. Die Privatinsolvenz wurde damit begründet, dass dieser aufgrund des Strafverfahrens Verbindlichkeiten aufbauen musste, die infolge der Strafhaft nicht mehr bedient werden konnten. Die Gläubiger sollen offene Forderungen in der Höhe von insgesamt 207.000 Euro geltend gemacht haben. Im Dezember 2023 einigte sich Hessenthaler mit den Gläubigern auf einen Zahlungsplan.
Laut der Wochenzeitung Falter leitete er an der Universität für angewandte Kunst Wien ein Forschungslabor zum Thema Open Source Intelligence.

## Ibiza-Affäre
Die Ibiza-Affäre führte im Mai 2019 zum Bruch der Regierungskoalition aus ÖVP und FPÖ. Auslöser der Affäre war die Veröffentlichung eines von Hessenthaler produzierten Videos in den deutschen Online-Medien Süddeutsche.de und Spiegel Online. Das Video enthüllt heimlich aufgenommene Szenen der FPÖ-Politiker Heinz-Christian Strache und Johann Gudenus. Die im Juli 2017, wenige Monate vor der Nationalratswahl, gedrehten Aufnahmen dokumentieren ein Treffen der zwei Politiker mit einer angeblichen Nichte eines russischen Oligarchen in einer Villa auf der spanischen Insel Ibiza. Darin zeigen beide ihre Bereitschaft zur Korruption, Umgehung der Gesetze zur Parteienfinanzierung sowie zur verdeckten Übernahme der Kontrolle über parteiunabhängige Medien.
Vor dem parlamentarischen Untersuchungsausschuss des Nationalrats sagt Hessenthaler am 8. April 2021 aus, dass er die Videoaufnahmen gemacht habe, da die Vorwürfe und eine Anzeige des ehemaligen Leibwächters von Strache, Ribarich, nicht zu Ermittlungen geführt hätten. Staatliche Stellen hätten „bewusst weggesehen“. Hessenthaler habe „für eine bildlich-objektive und unwiderlegliche Dokumentation“ sorgen wollen. Er selber habe das Video nicht verkauft und nicht versucht, jemanden zu erpressen.

### Strafverfahren
Am 10. Dezember 2020 wurde er als mutmaßlicher Drahtzieher des Videos in Berlin festgenommen, nachdem er ein Jahr lang untergetaucht war. Die österreichische Justiz legte ihm illegale Herstellung von Ton- und Filmaufnahmen sowie Kokainhandel zur Last. Hessenthaler war bereits wegen Kokain-Besitzes vorbestraft. Seine Verhaftung ordnete das Amtsgericht Tiergarten jedoch nicht wegen des Vorwurfs der Herstellung oder Verbreitung des Videos an, da dieses nach spanischem Recht nicht illegal war, sondern lediglich wegen der Vorwürfe des Drogenhandels und der (versuchten) Erpressung von Strache mit dem Video. Am 2. März 2021 entschied das Kammergericht Berlin, dass er nach Österreich ausgeliefert werden darf, und Hessenthaler wurde am 9. März 2021 an das Landesgericht für Strafsachen Wien überstellt.
Gegen Hessenthaler wurde Anklage wegen Suchtgifthandels und Urkundsdelikten erhoben. Die Staatsanwaltschaft warf ihm vor, in den Jahren 2017 und 2018 insgesamt 1,25 Kilogramm Kokain weitergegeben zu haben. Zudem wurde ihm zur Last gelegt, einen gefälschten slowenischen Personalausweis sowie einen gefälschten slowenischen Führerschein besessen und weitergegeben zu haben. Einen weiteren gefälschten slowenischen Führerschein habe er bei einer Verkehrskontrolle im Jahr 2019 selbst vorgelegt. Wegen der im Raum stehenden Kokainmenge drohte Hessenthaler eine Verurteilung aus dem Verbrechenstatbestand des § 28b Abs. 3 Satz 4 des Suchtmittelgesetzes und damit eine Haftstrafe von bis zu fünfzehn Jahren. Am 8. September 2021 begann am Landesgericht St. Pölten die Hauptverhandlung. Während Hessenthaler die Begehung der Urkundsdelikte einräumte, bestritt er die Vorwürfe des Kokainhandels. Dem Vorgehen von Polizei und Staatsanwaltschaft während der Ermittlungen wurde von mehreren Menschenrechtsorganisationen eine einschüchternde Wirkung im Hinblick auf zukünftige Enthüllungen und damit eine Beeinträchtigung der Meinungs- und Pressefreiheit zugemessen, so etwa von Amnesty international Österreich und Epicenter.works. Im März 2022 wurde Hessenthaler zu dreieinhalb Jahren Haft verurteilt, die Nichtigkeitsbeschwerde seines Anwalts wurde vom Obersten Gerichtshof zurückgewiesen. Auch eine Berufung gegen das Strafmaß zum Oberlandesgericht Wien blieb ohne Erfolg.
Im Februar 2023 erhob Hessenthaler im Hinblick auf seine Verurteilung Beschwerde beim Europäischen Gerichtshof für Menschenrechte.
Im März desselben Jahres wurde Hessenthaler aus dem Gefängnis entlassen, seit April 2023 trug er auch keine elektronische Fußfessel mehr.

## Trivia
2021 wurde Die Ibiza Affäre als vierteiliger Politthriller von Sky verfilmt. Hessenthaler wurde dabei von Nicholas Ofczarek dargestellt.

## Publikationen
- 2024: Nach Ibiza: Der lange Schatten eines Skandalvideos – Warum unsere Demokratie in Gefahr ist, Goldegg Verlag, Wien 2024, ISBN 978-3-99060-468-7.